# Raysquilla manningi
Raysquilla manningi is een bidsprinkhaankreeftensoort uit de familie van de Eurysquillidae. De wetenschappelijke naam van de soort is voor het eerst geldig gepubliceerd in 2000 door Ahyong.